# Северная радуга
«Северная радуга» (арм. Հյուսիսային ծիածան) — советский исторический фильм, снятый в 1960 году на киностудии «Арменфильм» режиссёром Арташесом Ай-Артяном по одноимённой киноповести писателя Рачия Кочара о присоединении Армении к России и участии в тех событиях А. С. Грибоедова.

## Сюжет
1826 год. Восточная Армения. Во время свадьбы Вардана и Манушак персы налетают на армянское село и угоняют жителей в плен, в том числе невесту Манушак и маленького Варданика, сына Нунэ. Армяне обращаются за помощью к главнокомандующему русскими войсками на Кавказе. Стремясь мирным путём разрешить конфликт, русские посылают в Тегеран для переговоров дипломата А. С. Грибоедова. Но переговоры идут сложно. Набеги Гасан-хана на армянские селения и русские пограничные посты продолжаются. Начинается русско-персидская война. В Тегеране, пытаясь сорвать переговоры, нападают на русское посольство, Грибоедова убивают. Но уже подписан Туркманчайский мирный договор, в заключении которого основную роль сыграл Грибоедов, и Армения становится под защиту России.

## В ролях
- Лев Фричинский — А. С. Грибоедов
- Грачья Нерсесян — епископ Нерсес
- Михаил Арутюнян — Вардан
- Ара Согомонян — Хачатур Абовян
- Владимир Балашов — генерал Паскевич
- Александр Смирнов — генерал Красовский
- Николай Бармин — генерал Ермолов
- Юрий Ванновский — Макдональд
- Бабкен Нерсесян — Аббас-Мирза
- Гурген Джанибекян — Алла-яр-хан
- Алексей Алексеев — Гасан-хан
- Вардуи Вардересян — Нунэ
- Хачик Назаретян — Шаир-Ниязи
- Георгий Ашугян — Омар-ага
- Л. Туманян — Манушак
- Гор Оганесян — Варданик
- Олег Мокшанцев — Пущин
- Левон Бояджян — Грай
- Авет Аветисян — Мурат
- Геворг Асланян — Давид
- Ованес Авакян — эпизод
- Вахинак Маргуни — молла Джуме
- Ашот Нерсесян — Гасан, лудильщик
- Владимир Маренков — солдат
- Иван Русинов — император Николай I
- Ори Буниатян — эпизод
- Айкуи Гарагаш — эпизод
- Жан Элоян — эпизод
- Альберт Мкртчян — эпизод
- Цолак Америкян — эпизод

## Критика
Фильм, как внёсший заметный вклад в армянскую кинематографию, был неоднократно высоко отмечен, высокие оценки дали киноведы Альберт Гаспарян, Сергей Юткевич, Карен Калантар.

Картина «Северная радуга» — несомненное достижение армянского киноискусства.— киновед Григорий Чахирьян
Киновед С. А. Ризаев отмечал, что у режиссёра была сложная творческая задача — объяснить большие исторические явления в сложном комплексе их проявлений, но «раскрыть образы, изобразить большие и важные события в односерийном фильме было действительно трудно», однако, несмотря на известные недостатки, фильм «обладает большими достоинствами другого характера».